# Wola (województwo pomorskie)
Wola – osada kociewska w Polsce położona w województwie pomorskim, w powiecie tczewskim, w gminie Pelplin. Wieś wchodzi w skład sołectwa Pomyje.
W latach 1975–1998 miejscowość administracyjnie należała do województwa gdańskiego.
Inne miejscowości o nazwie Wola: Wola